# Al-Adid

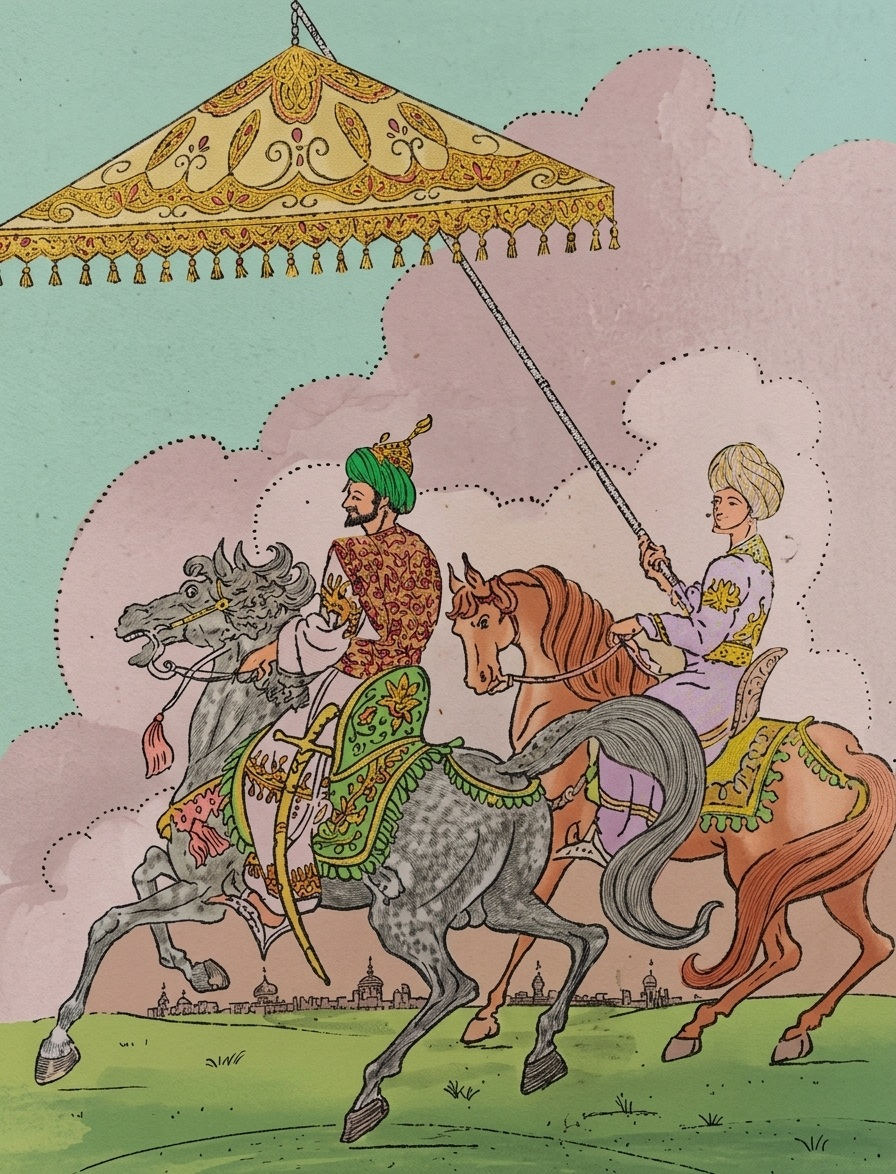

Abū Muḥammad ʿAbd Allāh ibn Yūsuf ibn al-Ḥāfiẓ (en árabe: أبو محمد عبد الله بن يوسف بن الحافظ‎), conocido por su nombre regnal de Al-'Ādid (n. 1149 - m. 1171) fue el decimocuarto califa de la dinastía fatimí (1160-1171), y el vigésimo cuarto imam de la rama ismailí del islam chiita, reinando entre 1160 y 1171.  
Como sus dos predecesores inmediatos, al-Adid llegó a califa siendo menor de edad, a la muerte de su primo al-Faiz (1154-1160), y se pasó su reinado como una marioneta de varios hombres poderosos que ocuparon el visirato. El gobierno fatimí era tan débil y dividido en este tiempo, que los cruzados eran capaces de comenzar la invasión de Egipto en cualquier momento. Al-Adid fue principalmente un espectador impotente del lento colapso del califato fatimí. 
Con la ayuda de los zenguíes, el sultanato sirio de Nur al-Din, Shawar fue capaz de establecerse como visir (1163-1169), y convertirse en el gobernador de facto de Egipto. Con la ayuda de las tropas sirias lideradas por Shirkuh y Saladino, las fuerzas de Shawar fueron capaces de luchar contra las incursiones de los cruzados. A través de diplomacia y un juego cuidadoso entre los cruzados y zanguíes, Shawar logró mantener un frágil control del poder. 
Finalmente sin embargo, los zenguíes derrocaron a Shawar en 1169 e instalaron a Sirkuh como visir de Egipto, y cuando este murió dos meses después, a su sobrino Saladino. Saladino fue inicialmente conciliatorio hacia al-Adid, pero rápidamente consolidó su poder sobre Egipto, y procedió a desmantelar gradualmente al régimen fatimí. Los miembros del ejército fieles al régimen fueron expulsados y reemplazados por tropas sirias, culminando en el fallido motín de la llamada «batalla de los Negros» o «batalla de los Esclavos» en 1169. Miembros de la familia de Saladino fueron nombrados gobernadores, la burocracia civil fue en gran medida seducida por el nuevo régimen, y al-Adid fue marginado incluso de sus roles ceremoniales. Finalmente, el ismailismo fue progresivamente abolido como religión estatal a favor del islam sunita, culminando en la proclamación oficial de suzeranía abasí en septiembre de 1171. Cuando al-Adid murió de causas naturales a los pocos días, el califato fatimí terminó su existencia para dejar su lugar a la dinastía ayubí. La familia de al-Adid fue puesta bajo arresto domiciliario, y el nuevo régimen ayubí de Saladino persiguió al ismailismo, de manera que en cuestión de un siglo tras la caída del régimen fatimí había desaparecido casi que por completo de Egipto.